# Distrito electoral de Yankee Hill (Nebraska)
Yankee Hill (en inglés: Yankee Hill Precinct) es un distrito electoral ubicado en el condado de Lancaster en el estado estadounidense de Nebraska. En el Censo de 2010 tenía una población de 1812 habitantes y una densidad poblacional de 25,28 personas por km².

## Geografía
Yankee Hill se encuentra ubicado en las coordenadas 40°44′20″N 96°44′51″O / 40.73889, -96.74750. Según la Oficina del Censo de los Estados Unidos, Yankee Hill tiene una superficie total de 71.69 km², de la cual 70.86 km² corresponden a tierra firme y (1.15%) 0.82 km² es agua.

## Demografía
Según el censo de 2010, había 1812 personas residiendo en Yankee Hill. La densidad de población era de 25,28 hab./km². De los 1812 habitantes, Yankee Hill estaba compuesto por el 96.69% blancos, el 0.33% eran afroamericanos, el 1.05% eran asiáticos, el 0.88% eran de otras razas y el 1.05% pertenecían a dos o más razas. Del total de la población el 2.81% eran hispanos o latinos de cualquier raza.